# Kąty (powiat rycki)
Kąty – wieś w Polsce położona w województwie lubelskim, w powiecie ryckim, w gminie Kłoczew.
W latach 1975–1998 miejscowość należała administracyjnie do województwa siedleckiego.
Wieś jest sołectwem w gminie Kłoczew. Według Narodowego Spisu Powszechnego z roku 2011 wieś liczyła 53 mieszkańców.

## Etymologia
Kąty – tak nazywano osady zakładane pośród lasów celem ich użytkowania poprzez wyrabianie potażu, szkła, smoły, klepek – odpowiadają więc budom i hutom (tak nazywanym po lewej stronie Wisły), majdanom, kuźnicom, Jazom.(opis podaje Bronisław Chlebowski SgKP)